# Hyboella undatifemura
Hyboella undatifemura är en insektsart som beskrevs av Deng, W.-a., Z. Zheng och S.-z. Wei 2007. Hyboella undatifemura ingår i släktet Hyboella och familjen torngräshoppor. Inga underarter finns listade i Catalogue of Life.